# Антуан-Шарль дю Шатле
Маркиз Антуан-Шарль дю Шатле (фр. Antoine-Charles du Châtelet; ум. в сентябре 1720) — французский генерал.

## Биография
Происходил из линии дю Шатле-Тон-Ломон семейства дю Шатле, боковой ветви Лотарингского дома. Сын лотарингского генерала барона Эрара VII дю Шатле и Анн-Элизабет д'Омон, внучатый племянник маршала Омона.
Маркиз д'Обиньи, сеньор де Тон и Клемон.
В 1676 году поступил на французскую службу корнетом кампмейстера кавалерийского полка Омона, в 1677 году участвовал в осаде Конде, битве при Касселе и осаде Сент-Омера, и покинул армию в октябре.
14 апреля 1681 получил роту в полку Роквьея, участвовал с ней в осаде Люксембурга, после которой рота 26 сентября 1684 была расформирована, а дю Шатле приказом от 1 октября стал капитаном запаса.
В 1688 году добровольцем участвовал в осадах Филиппсбурга, Мангейма, Франкенталя, патентом от 10 апреля 1689 получил кавалерийский полк своего имени, с которым проделал кампанию в Германии.
В 1690 году направлен в Пьемонтскую армию, служил при осаде Кавура, сражался в битве при Стаффарде. В 1691 году в той же армии, участвовал во всех походах маршала Катина. В 1692 году был при осаде Намюра и в битве при Стенкерке, в 1693—1695 годах служил в Германской армии.
Бригадир (3.01.1696), в кампанию того года служил в Итальянской армии, участвовал в осаде Валенцы. В 1697 году переведен в Маасскую армию маршала Буфлера. Приказами от 29 ноября и 23 декабря 1697 его полк был распущен и восстановлен 10 февраля 1701 в преддверии войны за Испанское наследство.
21 июня 1701 назначен в Германскую армию, 8 мая 1702 — в армию маршала Катина, 18 сентября перешел под командование маршала Виллара, сражался в битве при Фридлингене. 23 декабря был произведен в кампмаршалы и оставил командование полком.
В 1703 году служил в Германской армии, участвовал в осаде Брайзаха под командованием герцога Бургундского, затем в осаде Ландау и битве при Шпайере под командованим маршала Таллара. Под его же командованием в 1704 году принимал участие во Втором Гохштедтском сражении. 25 октября был произведен в генерал-лейтенанты. В 1705 году служил в Мозельской армии Виллара, в 1706-м в Рейнской армии того же генерала.
9 ноября 1707 направлен в Пуату и Они, 22 августа 1710 получил должность губернатора и капитана охот Венсенского замка, вакантную после смерти племянника его жены последнего маркиза де Бельфона. До конца войны оставался в Пуату.
По словам герцога де Сен-Симона, «месье дю Шатле был человек не слишком умный, нрава тяжелого, не богатый ни деньгами, ни здоровьем, но честный, добрый, храбрый, благородный и отличный офицер». Отсутствие средств не позволяло им с женой часто бывать при дворе и в столице, «однако в армии месье дю Шатле вел жизнь, вполне достойную благородного дворянина». 

## Семья
Жена (контракт 8.01.1688): Тереза-Мари Жиго де Бельфон (ум. 11.10.1733), придворная дама дофины и герцогини Бургундской, дочь маршала Франции Бернардена Жиго, маркиза де Бельфона, и Мадлен Фуке. Сен-Симон пишет, что она «всю жизнь была 
воплощенной добродетелью и благочестием: добрая, нежная и веселая, никого никогда не осуждающая и никого к тому не принуждающая, она была всеми любима и всюду желанна. Она жила вдали от света со своим мужем и матерью в Венсенне, где губернатором был ее маленький племянник Бельфон. (…) Назначением на должность придворной дамы, о чем она даже и не мечтала, (…) была обязана как памяти об отце, так и собственной добродетели и кроткому нраву. Выбор этот был встречен всеобщим одобрением».
Дети:
- маркиз Франсуа-Бернарден (15.01.1689—09.1754). Жена (контракт 23.04.1714): Мари-Катрин-Арманда де Виньеро дю Плесси де Ришельё (22.06.1685—1754), дочь герцога Армана-Жана де Виньеро дю Плесси де Ришельё и Анн-Маргерит д'Асинье
- граф Антуан-Бернарден. Прапорщик жандармов Королевы, кампмейстер кавалерии (1733). Вышел в отставку по состоянию здоровья
- Мадлен-Сюзанна
- Шарлотта (ум. 1739). Замужем не была
- Луиза-Сюзанна